# 国民議会 (エリトリア)
国民議会（こくみんぎかい、ティグリニャ語: Hagerawi Baito、英語: The National Assembly）は、エリトリアの立法府である。

## 概要
エリトリアの立法組織は一院制をとっており、国民議会は唯一の立法府としてその役割を果たしている。現在議席は104あり、うち64議席が政府によって任命された成員であり、残りの40議席は事実上の一党独裁制を布いている唯一の合法政党、民主正義人民戦線 (PFDJ) 中央委員会の委員が占める。列国議会同盟 (IPU) によればこの国民議会は間接選挙によって選ばれた150名の議員 (PFDJ) 中央委員会委員75名、旧制憲議会議員60名、在外エリトリア人代表15名）によって構成されることになっているが、1992年2月に初めて召集されて以来、国民議会の選挙は行われていない。1997年5月に採択された憲法に基づき国政選挙が行われる予定だったが、エチオピア・エリトリア国境紛争により一旦2001年12月に延期され、その後無期限の延期となっている。ただし、地方議会については1997年に選挙が行われている。
エリトリア国民議会の議席構成
| 種別                                   | 議席 |
| -------------------------------------- | ---- |
| 任命制議員                             | 64   |
| 民主正義人民戦線 (PFDJ) 中央委員会委員 | 40   |
| 計                                     | 104  |

エリトリア国民議会の議席構成
（列国議会同盟への申告に基づく）
| 種別                                   | 議席 |
| -------------------------------------- | ---- |
| 旧制憲議会議員                         | 60   |
| 民主正義人民戦線 (PFDJ) 中央委員会委員 | 75   |
| 在外エリトリア人代表                   | 15   |
| 計                                     | 150  |